# Antonín Velebnovský
Plk. Antonín Velebnovský (15. dubna 1915 Jablunkov – 16. července 1941 Graffham) byl český pilot Royal Air Force padlý v bitvě o Británii.

## Život

### Před druhou světovou válkou
Antonín Velebnovský se narodil 15. dubna 1915 v Jablunkově v rodině vlakvedoucího. Vychodil českou obecnou školu a v roce 1934 maturoval na reálném gymnáziu v Českém Těšíně. Rád sportoval. V červenci 1934 nastoupil prezenční vojenskou službu, kterou odsloužil v Bratislavě a Trenčíně. V jejím rámci absolvoval školu pro důstojníky v záloze. V září 1935 nastoupil do Vojenské akademie v Hranicích, v roce 1936 pak do Vojenského leteckého učiliště v Prostějově. V červenci 1937 studium dokončil a byl jmenován letcem pozorovatelem. Následně sloužil v Piešťanech. V říjnu téhož roku se do Prostějova vrátil do aplikačního kurzu pro stíhací letce, dne 1. dubna 1938 byl jmenován pilotem-letcem a po skončení kurzu se vrátil do Piešťan. Dosáhl hodnosti poručíka.

### Druhá světová válka
Po německé okupaci a rozpuštění Československé armády se Antonín Velebnovský rozhodl pro emigraci. Dne 20. června 1939 překročil hranice do Polska, o tři dny později byl prezentován u české vojenské skupiny v Krakově a ke konci července téhož roku odplul do Francie. Dne 2. října 1939 byl přiřazen k francouzskému letectvu, bitvy o Francii se ale nezúčastnil, protože neměl dokončený výcvik. Po pádu Francie se přes Casablancu a Gibraltar přesunul do Velké Británie. Zde absolvoval operační výcvik a byl zařazen k 85. peruti RAF, v říjnu 1940 byl pak převelen k 1. peruti RAF. Zde se vypracoval na post velitele letky. Na svém kontě měl tři poškozené nebo pravděpodobně sestřelené nepřátelské stroje. Dne 16. července 1941 se původně cvičný let změnil po setkání s německými stíhačkami v bojový. Když se Antonín Velebnovský z důvodu nedostatku paliva rozhodl vrátit na základnu, byl jeho stroj Hawker Hurricane Z-3902 zasažen. Na základnu se mu nepodařilo doletět a zřítil se dvanáct kilometrů od ní u vesnice Graffham v Západním Sussexu. Pohřben je na vojenském hřbitově v Chichesteru.

## Ocenění

### Vyznamenání
- Evropská hvězda leteckých posádek
- 1947 Československý válečný kříž 1939
- 1947 Pamětní medaile československé armády v zahraničí
- 1947 Československá medaile za zásluhy I. st.

### Posmrtná ocenění
- Na rodném domě v Jablunkově byla Antonínu Velebnovskému v roce 1947 odhalena pamětní deska[1], u pomníčku na místním hřbitově je uložena prsť ze hřbitova v Chichesteru
- V roce 1991 byl Antonín Velebnovský in memoriam povýšen na plukovníka
- Po plukovníku Velebnovském nese název jedna z ulic v Jablunkově